# Albatros D.II
L'Albatros D.II era un caccia monomotore biplano sviluppato dall'azienda tedesco imperiale Albatros Flugzeugwerke GmbH negli anni dieci del XX secolo e costruito, oltre che dalla stessa, su licenza in patria anche dalla Luftverkehrsgesellschaft (LVG) e nell'Impero austro-ungarico dalla Oesterreichische Flugzeugfabrik.
Introdotto nel 1916 venne adottato principalmente dagli Jagdstaffel della Luftstreitkräfte, i reparti da caccia della componente aerea del Deutsches Heer (esercito), ma anche dai suoi alleati (austro-ungarici e turchi-ottomani) durante la prima guerra mondiale rimanendo come dotazione di prima linea fino alla sua progressiva sostituzione, dopo una notevole carriera, con l'Albatros D.III.

## Storia del progetto
Il D.II fu progettato da Robert Thelen, R. Schubert e Gnädig, le stesse persone che realizzarono l'Albatros D.I, modificandolo per migliorare la visuale del pilota. In sostanza l'ala superiore fu avvicinata di 14 cm alla fusoliera e posizionata leggermente più avanti, verso il muso. Il riarrangiamento della cabina migliorò anche la visuale posteriore. Queste modifiche non influenzarono le prestazioni che rimasero identiche a quelle del D.I; furono prodotti inizialmente 100 esemplari consegnati nell'agosto del 1916.
Nel novembre del 1916, la Idflieg vietò l'utilizzo dei radiatori "Windhoff", e le successive produzioni del D.II utilizzarono un radiatore realizzato da Teeves e Braun montato nella sezione centrale dell'ala superiore.
In totale di Albatros D.II ne furono costruiti 200 esemplari, inoltre l'LVG (Luft-Verkehrs-Geselleschaft) ne produsse altri 75 sotto licenza. Nel gennaio del 1917 si raggiunse il massimo numero di esemplari funzionanti, ben 214.
Il D.II fu prodotto su licenza anche per l'aviazione austriaca dall'Oeffag (Oesterreichische Flugzeugfabrik AG), la quale ne realizzò 16 esemplari identificati come Albatros (Oef) D.II (Type 53) e che si distinguevano per essere equipaggiati con un motore Austro-Daimler da 185 PS, prima di iniziare la produzione dell'Albatros (Oef) D.III.

## Impiego operativo
Il D.II fu assegnato al Jagdstaffel 2, la prima squadriglia di caccia specializzata dell'aviazione tedesca. Con questo mezzo volarono famosi piloti come Oswald Boelcke e Manfred von Richthofen (le sue prime 16 vittorie dal 17 settembre 1916 al 4 gennaio 1917 e dalla 19ª del 1º febbraio 1917 alla 24ª del 6 marzo 1917). Grazie alla sua superiorità tecnica, i tedeschi ottennero schiaccianti vittorie sui caccia alleati quali l'Airco DH.2, il Nieuport 11, il Royal Aircraft Factory F.E.2, il Martinsyde G.100, il Royal Aircraft Factory B.E.12, il Sopwith Pup, il Royal Aircraft Factory F.E.8 ed il Sopwith 1½ Strutter.
Sul fronte italiano nel maggio-giugno 1917 era in linea nella Flik 21 e nella Flik 48.
Julius Kowalczik consegue una vittoria il 19 giugno 1917, Josef Friedrich vi consegue 2 vittorie il 18 agosto 1917 ed il 3 novembre successivo e Johann Risztics 2 vittorie il 18 aprile 1918 ed il 4 maggio successivo.

## Utilizzatori
Austria-Ungheria
- k.u.k. Luftfahrtruppen

 Germania
- Luftstreitkräfte

 Impero ottomano
- Osmanlı tayyare bölükleri

 Polonia
- Siły Powietrzne